# Karancs (hegycsúcs)
A Karancs (szlovák nyelven: Karanč) a Karancs-hegység legmagasabb csúcsa, 729 méter tengerszint feletti magasságban, a magyar-szlovák határon. Magyarországon a hegy a Karancs–Medves Tájvédelmi Körzet, míg Szlovákiában a Cerová vrchovina Tájvédelmi Terület része.

## Leírása
A Karancs jellegzetes kupola formájú hegy, mely 729 méter tengerszint feletti magasságával a Cseres-hegység legmagasabb pontja. A csúcs kupolaszerű formájával eltér a környező, alacsonyabban fekvő bazaltos vulkáni kúphegyektől és hegygerincektől. A Karancs 15 millió évvel ezelőtt a középső miocén korban andezitmagma felnyomulásával jött létre, majd később részben lepusztult. A felnyomuló magma, az úgynevezett lakkolit számos nyúlványt is létrehozott, amelyek a Karancs és a Láz-hegy között lépnek felszínre. A kőzet a kőzetalkotó amfibolon, piroxénen és biotiton kívül forró oldatból kivált ásványokat: kalcitot, aragonitot és zeolitokat is tartalmaz. A porfíros szerkezetű andezitben nagyobb szemcséjű, vöröses színű gránátok is találhatók, amelyek még nagy mélységben, a magmakamrában kristályosodtak ki.
Az andezit és a felette levő homokkő érintkezését a sátorosi kőbánya tárja fel.
A Karancs csúcsa a piros jelzésű turistaúton, a Sátorosbányából érhető el. A csúcson egy kilátó, a csúcstól lentebbi részen pedig a Szent Margit-kápolna zarándokhely érhető el.